# Хохщетерова новозеландска жаба
Хохщетеровите новозеландски жаби (Leiopelma hochstetteri) са вид земноводни от семейство Leiopelmatidae.
Срещат се в северната част на Нова Зеландия.
Таксонът е описан за пръв път от австрийския зоолог Леполод Фицингер през 1861 година.